# Per Henrik Wallin
Per Henrik Mårten Wallin, född 17 juli 1946 i Karlsborg, Skaraborgs län, död 15 juni 2005 i Högalids församling, Stockholm, var en svensk pianist, orkesterledare och jazzmusiker. 
På Statens musikverk/Svenskt visarkiv finns Per Henrik Wallins personarkiv. Samlingen innehåller bl.a. ämnesordnade handlingar och även kompositioner. Arkivet är fritt tillgängligt för forskning.

## Biografi
Det var i sina födelsetrakter Tiveden som Wallin upptäckte och fascinerades av jazzmusiken. När han som 11-åring började spela piano, fann han främst inspirationen hos moderna pianister som Thelonious Monk, Art Tatum och Bud Powell. Som fjortonåring började han spela dans- och kafémusik, bland annat med trumslagaren Sven-Åke Johansson från Mariestad. Redan innan Wallin slog igenom med sin trio hade han haft många spelningar i Mellaneuropa, bl.a. med just Sven-Åke Johansson, bosatt och verksam i Västberlin sedan mitten av 60-talet. 
Han hade också samarbetat med trombonisten Eje Thelin. 
Efter studier vid Lunds universitet bosatte sig Wallin i Örebro, varifrån han flyttade till Stockholm i mitten av 1970-talet. Den trio han då ledde bestod av altsaxofonisten Lars-Göran Ulander 
och trumslagaren Peter Olsen. 
År 1988 drabbades Wallin av en olycka som höll honom borta från jazzscenen i åtta år. När Wallin kom tillbaka efter olyckan var spelet delvis förändrat. Han kunde inte längre använda pedalerna, vilket innebar en annan klangbild och dessutom var hans spel mer avskalat. Men hans improvisationer var lika energiladdade och fantasifulla.
Han var gift med regissören Saara Salminen Wallin. Per Henrik Wallin är begravd på Maria Magdalena kyrkogård i Stockholm.

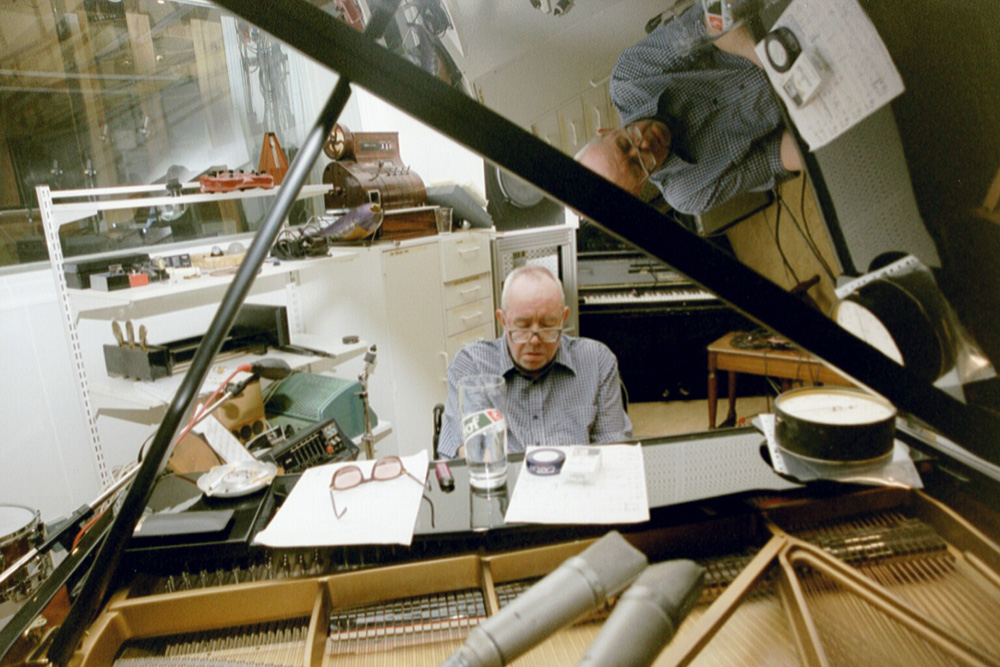
Per Henrik Wallin under inspelningen av skivan Tiveden, Stockholm, maj 2002.

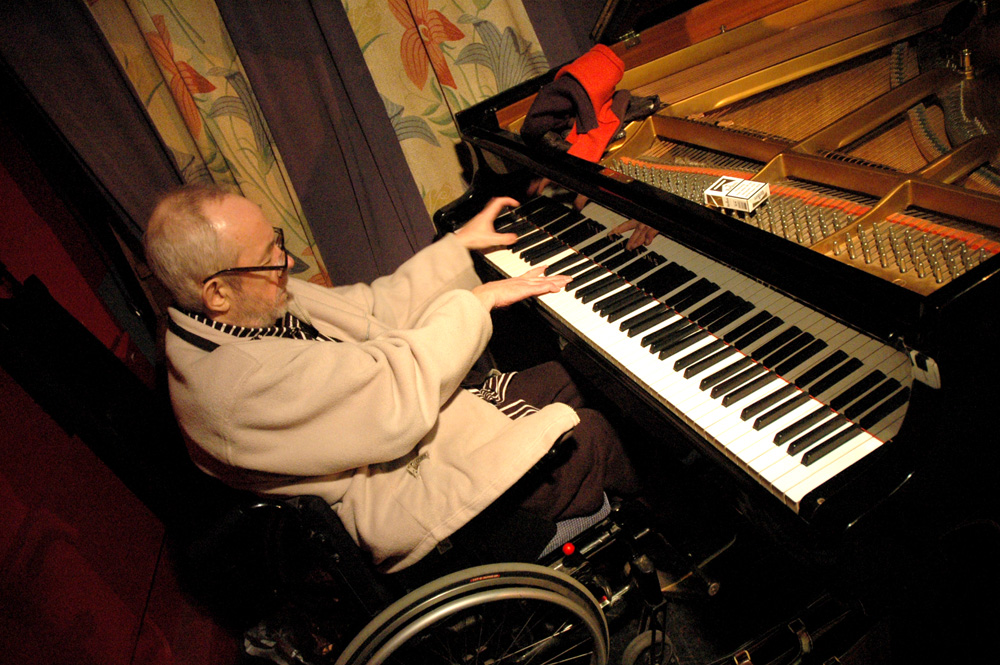
Per Henrik Wallin vid sin sista konsert, Kulturföreningen Tellus, Stockholm, 23 april 2005

## Musik
Per Henrik Wallin hade ett säreget och fritt pianospel. Han har kallats Sveriges svar på Thelonious Monk. Han kom bland annat att spela med Lars-Göran Ulander, Erik Dahlbäck, Torbjörn Hultcrantz, Bernt Rosengren och Jonas Kullhammar.
Tiveden (Phono Suecia) blev titeln på den storbandsskiva han kom ut med 2002 och som belönades med en Gyllene skiva av Orkesterjournalen. I mitten på 70-talet kom han ut med sin första lp, The New Figaro (Dragon). Ett av många trioexempel är Where is spring (Dragon) från 1986, som finns utgiven på cd.

## Priser och utmärkelser
- 1983 – Jan Johansson-stipendiet
- 2002 – Gyllene skivan för Tiveden
- 2002 – Jazzkatten, ”Musiker som förtjänar större uppmärksamhet/Grand Cru”
- 2003 – Django d'Or, Contemporary Star of Jazz

## Diskografi (urval)
- 1975 – The New Figaro (Dragon)
- 1979 – Hill, med Per Henrik Wallin Trio (Caprice)
- 1982 – One Knife Is Enough, återutgiven 2004, solopiano (Caprice)
- 1982 – Blues Work (Dragon)
- 1983 – Fourth Balcony Jump (Revelation)
- 1984 – Knalledonia, tentett (Dragon)
- 1985 – Deep in a Dream, solopiano  (Dragon)
- 1986 – Magnetische Hunde, duo med Sven-Åke Johansson (FMP)
- 1986 – Where Is Spring (Dragon)
- 1987 – Coyote (Dragon)
- 1998 – Blues for Allan (Flash Music)
- 2000 – 9.9.99 (Stunt Records)
- 2002 – Tiveden (Caprice)
- 2004 – Mandelstam (Moserobie)
- 2005 – Velodromer (Moserobie)